# Rue des Moines (Paris)
La rue des Moines est une rue du 17e arrondissement de Paris.

## Situation et accès
Reliant la place Charles-Fillion et la rue de La Jonquière, elle longe le marché des Batignolles et débouche sur le square des Batignolles.
Le quartier est desservi par la ligne 13 à la station Brochant.

## Origine du nom
La rue tire probablement son nom des moines de Saint-Denis, par opposition à la rue des Dames de l'abbaye de Montmartre, qui en est voisine.

## Historique
Précédemment appelée « chemin des Moines », cette voie paraît occuper l'emplacement d'un chemin indiqué sur le plan de Roussel de 1730, entre le chemin des Bœufs et la place de Lévis.

## Bâtiments remarquables et lieux de mémoire

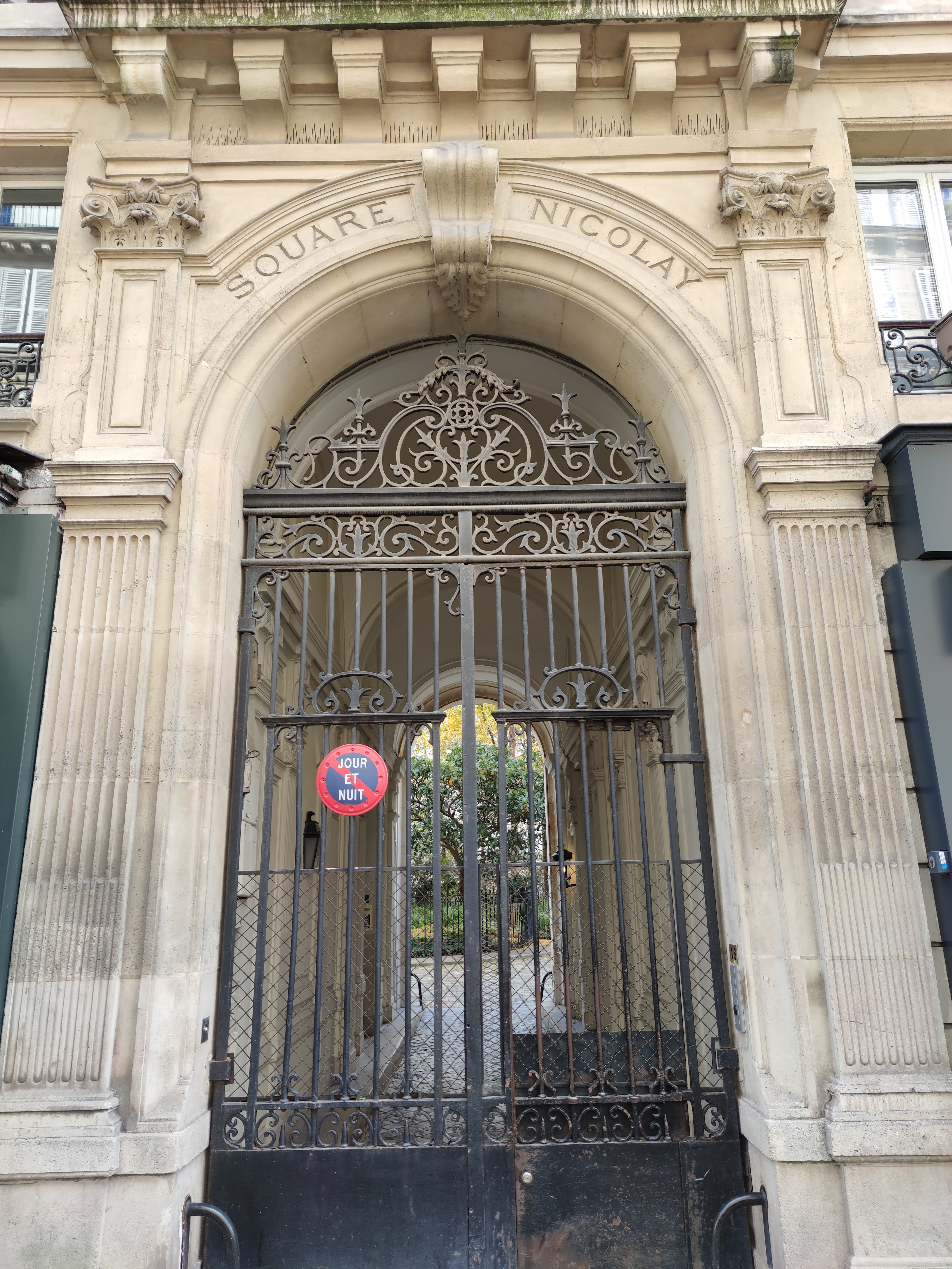
No 16 : entrée du square Nicolaÿ.

- No 7 : le réalisateur et scénariste Marcel Carné (1906-1996) y est né[2].
- No 16 : entrée du square Nicolaÿ[3].
- No 38 : immeuble construit en 1904 par l’architecte H. Cambon, signé en façade.